# Elie Wiesel
Elie (Eliezer) Wiesel (n. 30 septembrie 1928, Sighet, Maramureș, Regatul României, d. 2 iulie 2016, New York City, New York, SUA) a fost un scriitor și ziarist american în limbile franceză, engleză, idiș și ebraică, eseist și filosof umanist, activist în domeniul drepturilor omului, născut într-o familie de evrei din România, supraviețuitor al Holocaustului. În anul 1986 a fost distins cu Premiul Nobel pentru Pace. În anul 1996 a fost numit membru al Academiei Americane de Artă și Literatură⁠(en)[traduceți], iar din anul 2001 a fost ales membru de onoare al Academiei Române.
A publicat 57 de cărți - cea mai celebră fiind Noaptea, o descriere autobiografică despre viața în lagărele de exterminare nazisteB.

## Biografia
Elie Wiesel s-a născut în România, ca al treilea copil și singurul băiat dintre cei patru copii ai lui Șlomo Elișa și Sara Wiesel, într-o familie de evrei care aveau o băcănie în Sighet, județul Maramureș (interbelic). Sara provenea dintr-un sat de lângă Sighet, fiica unui agricultor, David (Dudi) Feig, care aparținea de curentul hasidic al rabinilor din Vijnița. 38,6% din populația orașului Sighet, în perioada aceea, erau evrei.

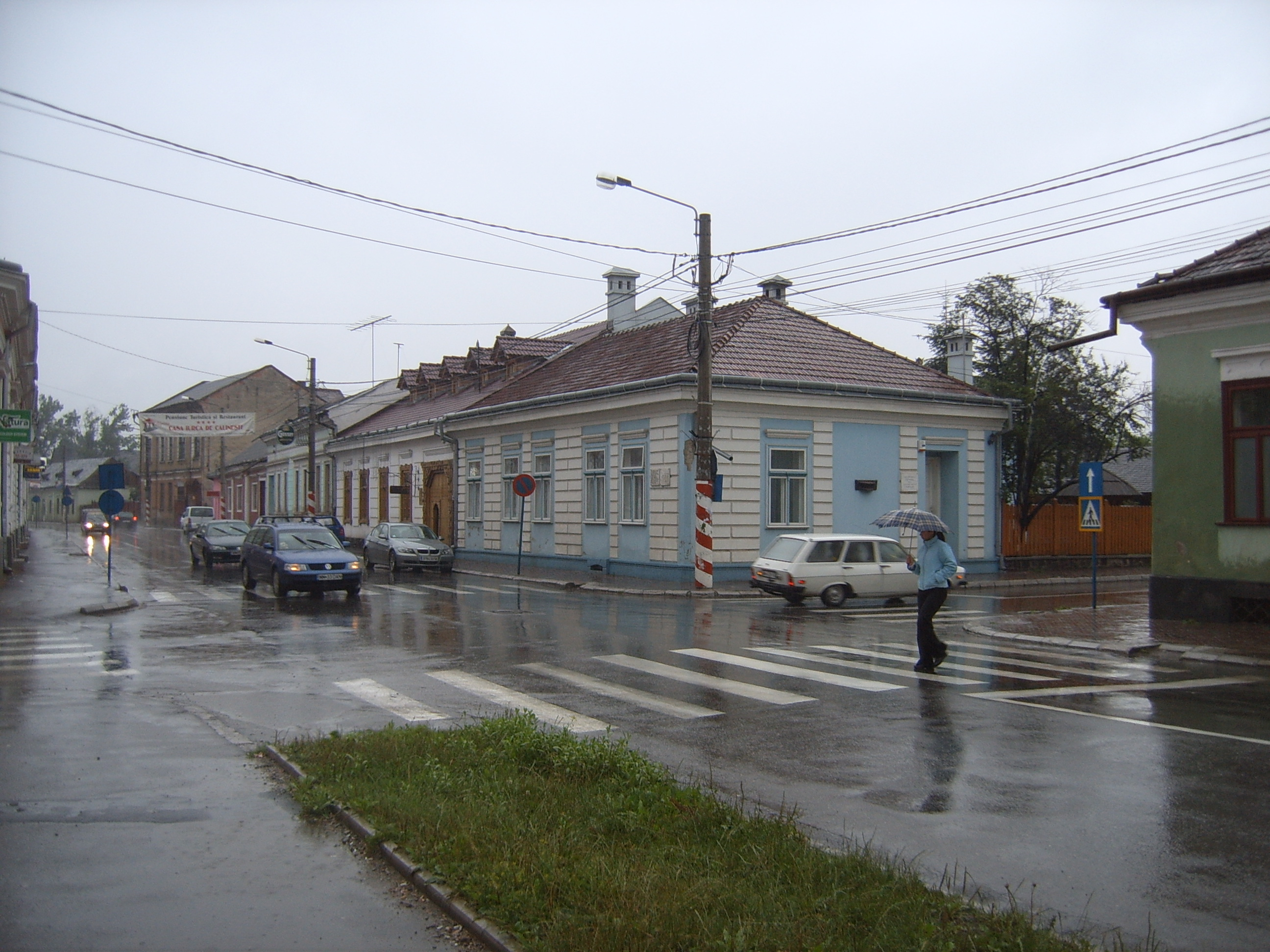
Casa în care s-a născut Elie Wiesel, declarată Casa memorială Elie Wiesel din Sighetu Marmației

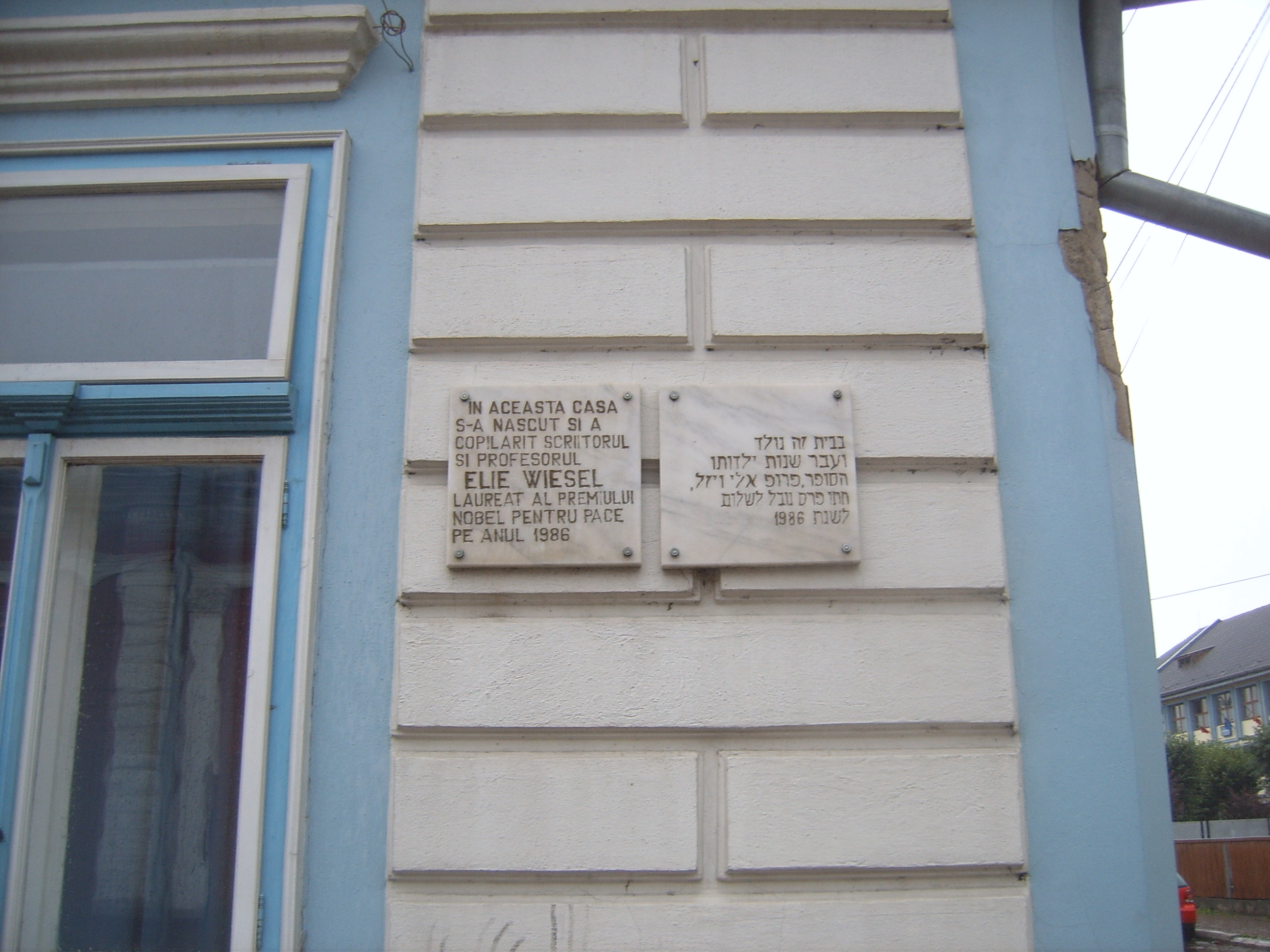
Inscripție pe Casa memorială Elie Wiesel

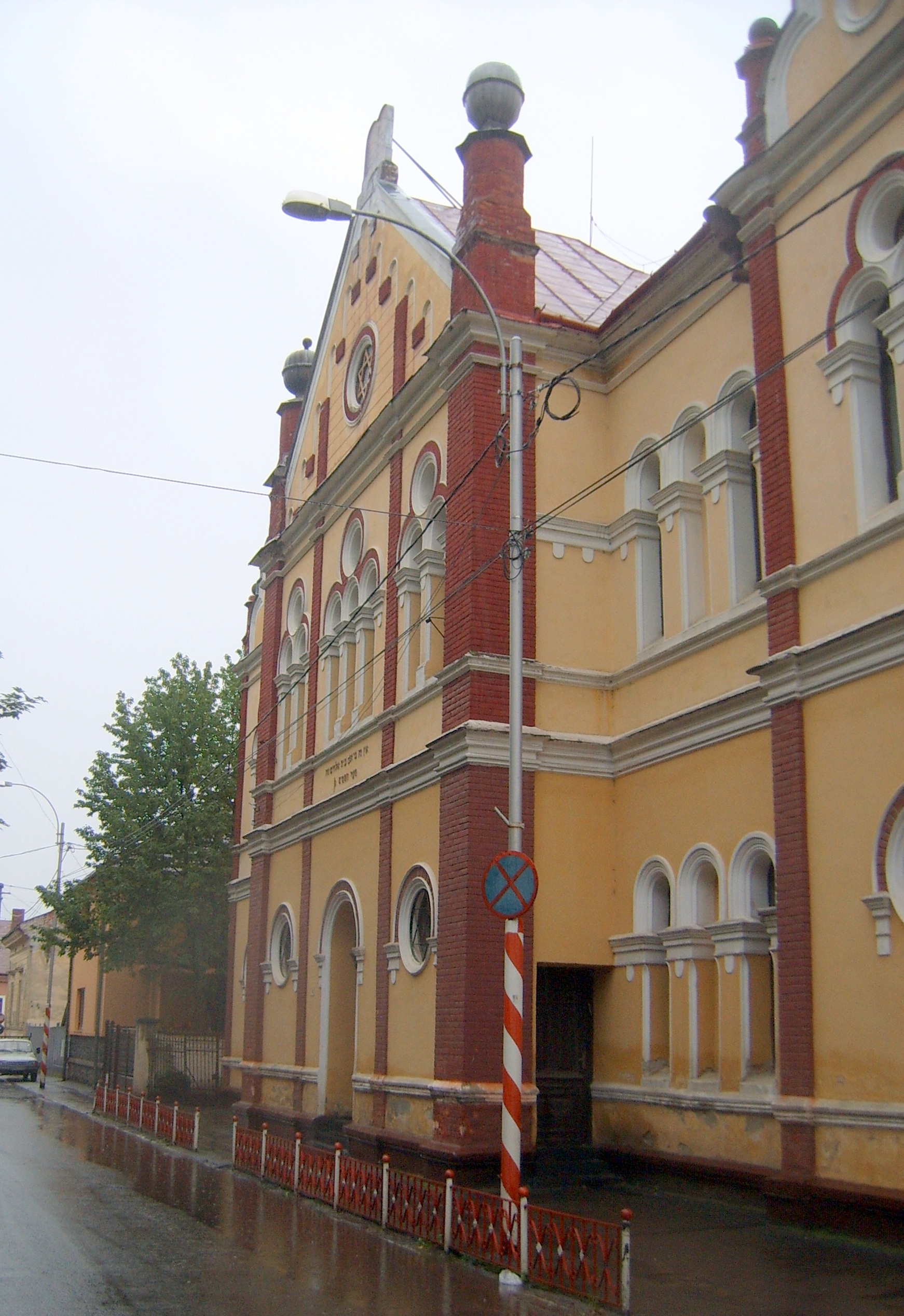
Sinagoga Vijnițer Kloiz din Sighet

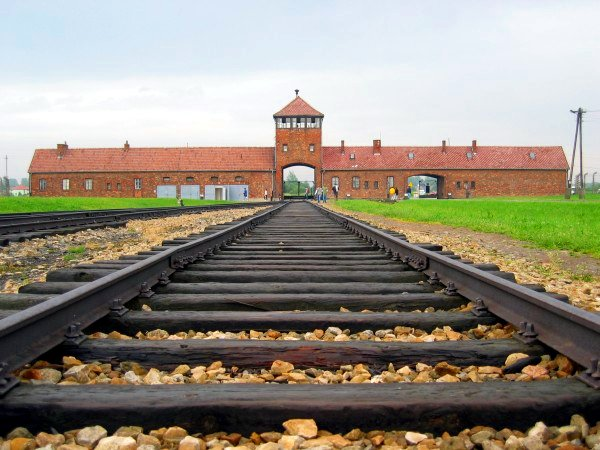
Stație terminală: Lagărul de exterminare Auschwitz-Birkenau

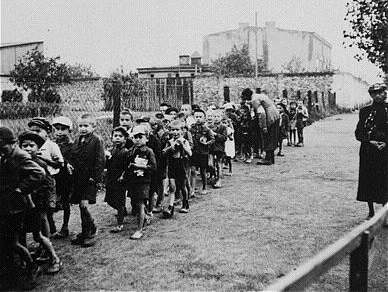
Copii evrei deportați

În copilărie a urmat studii religioase, de Tora, în limbile idiș și ebraică. La sugestia tatălui său a început să învețe limba ebraică. Acasă vorbeau idiș, în băcănia familiei se vorbea maghiara și româna, iar unele ziare pe care le citeau erau în germană. După Dictatul de la Viena din 1940, prin care guvernul român Gigurtu a cedat nord-vestul Ardealului, regiunea în care locuia familia Wiesel a devenit o parte din Ungaria. Elie (Eliezer), numit în maghiară Lázár Wiesel, s-a înscris la studii gimnaziale în orașul Debrecen și apoi la Oradea, de unde a fost exmatriculat conform legilor antisemite din învățământul public maghiar. În aprilie 1944 familia Wiesel a fost internată într-un lagăr de concentrare și la 16 mai 1944 a fost transportată la Lagărul de exterminare Auschwitz-Birkenau. Lui Elie, care la acea vreme avea 15 ani, i s-a tatuat pe brațul stâng numărul A-7713. Femeile au fost separate de bărbați, mama lui Elie Wiesel și sora lui mai mică, Țipora, în vârstă de 7 ani, au fost exterminate, iar Elie și tatăl său au fost supuși la muncă silnică în fabrica Buna-Werke, care aparținea de complexul Auschwitz III Monowitz.
Când Armata Roșie s-a apropiat de Auschwitz, deținuții evrei au fost trimiși în „Marșul Morții” ("Todesmärsche") spre lagărul Buchenwald. În acest marș tatăl lui Elie Wiesel a murit de extenuare, inaniție și dizenterie. Elie a supraviețuit și la 11 aprilie 1945 a fost eliberat de armata americană, grav bolnav, inanimat și într-o stare depresivă acută, convins că a rămas singur pe lume, total lipsit de un sprijin moral sau material, la vârsta de 16 ani Wiesel considera faptul că a rămas în viață drept un accident. Ulterior și-a regăsit cele două surori mai mari, Hilda și Beatrice (Bea), într-un orfelinat francez (vezi filmul biografic "Elie Wiesel Goes Home" regizat de Judit Elek și comentat de William Hurt, ISBN #1-930545-63-0).
După 65 de ani, la 5 iunie 2009, Wiesel a revenit la Buchenwald într-o vizită oficială comemorativă însoțit de președintele american Barack Obama și de cancelarul german Angela Merkel.

### Între antisemitismul român și cel maghiar
Populația din nord-vestul Ardealului s-a văzut trecută peste noapte de sub autoritatea română sub cea maghiară. Anumiți autori (Paul Goma, în „Săptămâna Roșie”, citând din cartea lui Wiesel „Toate fluviile se varsă-n mare” - engleză All Rivers Run to the Sea) subliniază - ca o lipsă de loialitate față de România - că Sara Wiesel ar fi primit cu bucurie intrarea trupelor maghiare în Maramureș.
Activitatea partidului fascist-rasist Garda de Fier și a organului său paramilitar, Mișcarea Legionară, au marcat procesul de fascizare a României din anii 1930, proces care s-a amplificat spre sfârșitul decadei. În afară de crimele și samavolniciile legionare privite cu pasivitate de autorități, legile rasiale-antisemite ale guvernelor Octavian Goga - A. C. Cuza (Neagu Djuvara menționează: „...Regele a adus la guvern doi lideri de mici partide de extremă dreaptă ... poetul Octavian Goga și profesorul A. C. Cuza, șeful unui partid axat exclusiv pe antisemitism”  și Ion GigurtuC, presa înregimentată fulminant-xenofobă, antisemită, prigoana, exproprierea cetățenilor români de etnie evreiască de toate drepturile civice și eclatările criminale provocate de această atmosferă:D au făcut ca detașarea de România să fie primită ca o rază de speranță - ulterior dovedită ca înșelătoare - de o parte dintre evreii din teritoriul transferat.
În momentul respectiv situația evreilor din Ungaria era ceva mai suportabilă decât în România, deși Ungaria adoptase deja „cele trei legi antisemite” represive (pentru comparare, universitățile ungurești aplicau numerus clausus - acceptarea a maximum 20% evrei din totalul studenților - în timp ce România s-a introdus numerus nulus - interdicția totală impusă evreilor de a studia în universități - începând din anul școlar 1939), exproprieri, etc. Această situație s-a înrăutățit brusc în primăvara anului 1944. Conform planului german «Margarethe» de a asigura loialitatea Ungariei față de Berlin, la 19 martie 1944, opt divizii germane au ocupat Ungaria și la 23 martie 1944, iar regentul Miklós Horthy a acceptat un guvern docil față de Germania, condus de generalul Döme Sztójay.
În primăvara anului 1944 locotenent-colonelul SS (germană SS-Obersturmbannführer) Adolf Eichmann, responsabil cu executarea soluției finale a problemei evreiești, și-a început activitatea de „purificare” a Ungariei de evrei. Din aprilie și până în septembrie 1944, cu colaborarea autorităților ungare și cu ajutorul entuziast al fasciștilor unguri, (între care și adepți ai Partidului Crucilor cu Săgeți al cărui lider, Ferenc Szálasi, a preluat în toamnă puterea în locul lui Horthy), au fost deportați la Auschwitz circa 564.500 de evrei, de la prunc la bătrân, inclusiv familia Wiesel.

### După eliberare

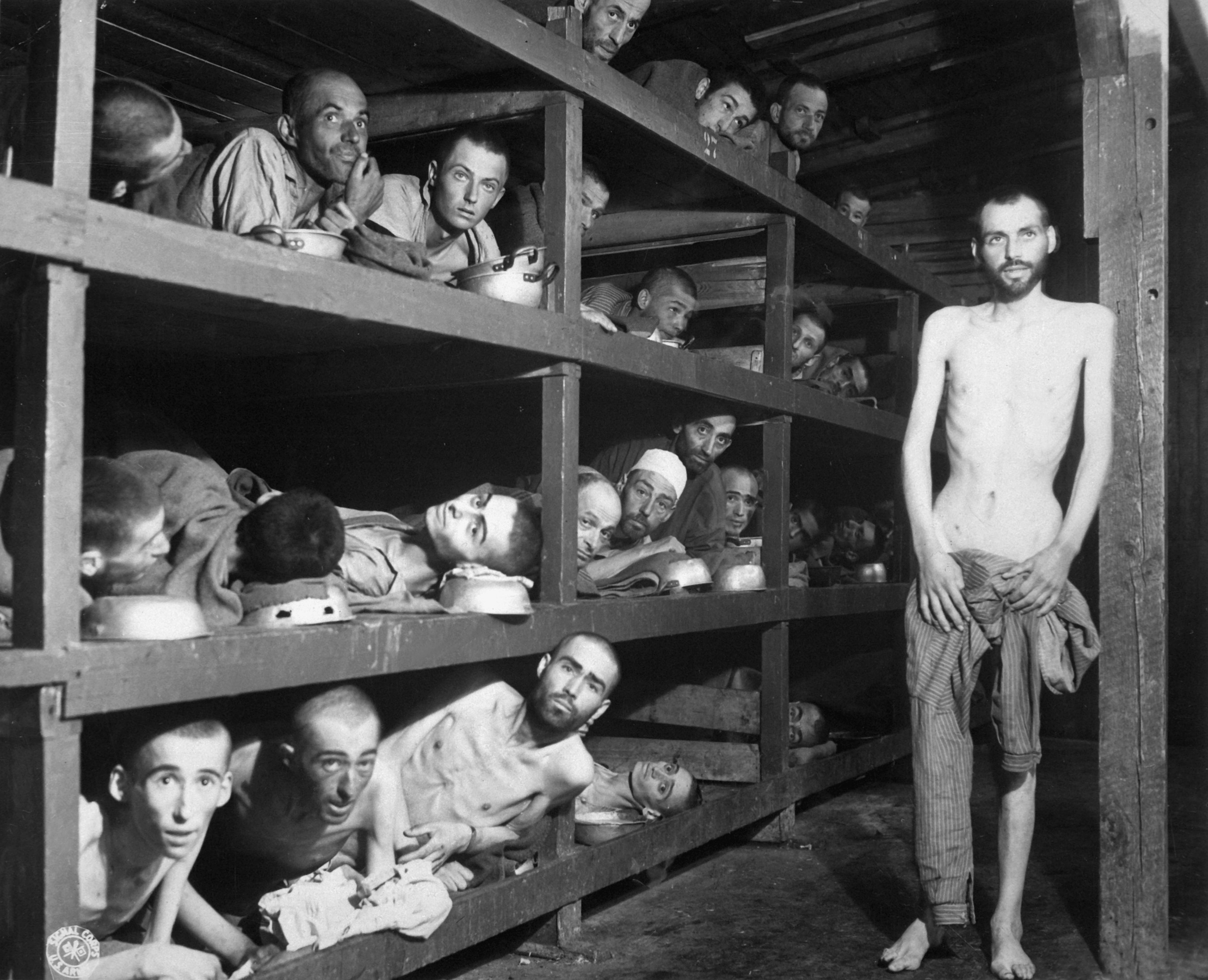
Lagărul Buchenwald, 1945. Elie Wiesel este al șaptelea din stânga pe a doua poliță de jos.

În aprilie 1945, după eliberarea din lagăr de către unități ale Corpului III al Armatei Americane, aflat într-o stare jalnică fizică și sufletească - după cum declara mai târziu, singur pe lume la vârsta de 16 ani, Wiesel considera faptul că a supraviețuit ororilor detenției ca un accident, preferând moartea. El a fost luat in grija organizației  evreiești de asistență și salvare a copiilor O.S.E (Œuvre de secours aux enfants) și trimis pentru câteva săptămâni la preventoriul de la Écouis, în departamentul Eure, unde va fi gasit de surorile sale, Hila si Bea, care aflasera despre el, în urma unui reportaj în presă. De acolo, împreună cu mai multe zeci de băieți evrei ultraortodocși, a ajuns pentru câteva săptămâni suplimentare la orfelinatul din castelul d'Amblay, în departamentul Loir-et-Cher și, după aceea, vreme de doi ani, între octombrie 1945-seătembrie 1947, la internatul aflat în castelul Vaucelles, din Taverny, strada de la Marée. Ulterior, a ajuns la casa de copii „Chez nous” a OSE la Versailles, pe Avenue de Paris 63. Susținut și incurajat de directorul pedagogic al OSE, Bô Cohn și de soția acestuia. care i-au procurat o mică locuință la Paris,  Wiesel a petrecut in capitala Frantei circa zece ani, timp in care a studiat filozofia la Sorbona, odata cu cursuri de psihologie și literatură.. S-a întreținut din lecții de ebraică și ca dirijor de cor la o sinagogă. Debutul în jurnalistică l-a făcut la ziarele evreiești-franceze L'Arche („Arca”) și Tsien in Kamf (în idiș). Apoi a devenit reporter (în limba ebraică) la cel mai mare ziar israelian, „Yediot Ahronot” („Ultimele Știri”), fapt care i-a deschis ușile personalităților vremii din lume.
La începutul anilor 1950, Wiesel a vizitat Israelul (stat creat în 1948) și a primit cetățenia israeliană.
Timp de un deceniu de la eliberare, închistat în propria durere, Wiesel a refuzat să discute, sau să scrie despre amintirile sale din lagăr. Ca și pe alți supraviețuitori ai «holocaustului» - sintagmă introdusă ulterior de Elie Wiesel - sindromul post-traumatic l-a împiedicat să-și deschidă inima. Zăgazul a fost rupt în urma unui interviu - continuat cu o strânsă prietenie - cu François Mauriac (laureatul premiului Nobel pentru literatură - 1952). La îndemnul acestuia, Wiesel a scris în idiș 245 de pagini de revărsare necizelată de memorii sub titlul „Și lumea a tăcut” (idiș: Un di velt hot geshvign) publicată de editura unei asociații evreiești din Buenos Aires. Wiesel a rescris în limba franceză o variantă prescurtată, o nuvelă autobiografică de 127 de pagini, La Nuit (Noaptea) [B] , prefațată de Mauriac și apărută în 1958 la editura „Editions du Minuit” - tradusă ulterior în engleză de viitoarea sa soție și colaboratoare, scriitoarea și traducătoarea Marion Wiesel (Night). Cu tot suportul lui Mauriac, Wiesel a găsit cu greu o editură dispusă să-i publice cartea. În septembrie 1960, editura americană „Arthur Wang of Hill & Wang” a fost dispusă să-i plătească un avans de 100 $ pentru publicarea cărții, din care s-au vândut în următoarele 18 luni 1046 de exemplare, din cele 3000 publicate. Ulterior, Noaptea a fost tradusă în 30 de limbi. Din 1997 s-au vândut pe an, numai în Statele Unite ale Americii, cam 300 000 de exemplare. Până în martie 2006 s-au vândut 6 000 000 de exemplare, iar ziarul The New York Times a declarat-o „bestseller-ul nr. 1” la literatura non-fiction.

### Wiesel în Statele Unite ale Americii
În 1955 a călătorit în Statele Unite ale Americii, la New York, unde a avut un accident de circulație care l-a imobilizat pentru peste un an de zile, urmat de o lungă convalescență. 
În timpul șederii în Franța și SUA, Wiesel a aprofundat vreme de ani de-a rândul studiul Talmudului și al patrimoniului iudaic cu dascăli erudiți ca rabinul Mordechai Chouchani din Paris și Saul Liberman din New York. Din 1963 Wiesel, devenit cetățean american, a locuit cu soția sa, Marion, în Connecticut, apoi, între 1972 și 1976, când a fost numit profesor („Distinguished Professor”) la Universitatea Municipală New York s-a mutat cu locuința la New York, în Manhattan.
Wiesel a mai activat ca profesor de științe umane și de filozofie la  Universitatea Boston (Andrew W. Mellon Professor in the Humanities), Universitatea Yale, Colegiul Eckerd din St. Petersburg, Florida; între 1997 și 1999 a fost profesor-invitat (engleză visiting Professor) de studii iudaice la Colegiul Barnard. La 29 septembrie 2008 Rubel Shelly, președintele lui Rochester College Colegiul Rochester - Universitatea Pepperdine, cu ocazia festivităților de 50 de ani de la înființare, l-a onorat pe Elie Wiesel cu titlul de „Profesor-Invitat de Onoare”
. La vârsta de 80 de ani profesorul Wiesel a continuat să predea și să conducă la universitatea din Boston Centrul Elie Wiesel pentru studii iudaice (engleză Boston University, College and Graduate School of Arts and Sciences, Department of Religion, Elie Wiesel Center for Judaic Studies).
În 1969, la vârsta de 41 de ani, s-a căsătorit cu Marion Erster Rose, colaboratoarea și traducătoarea sa în limba engleză. Ceremonia de mariaj, celebrată de rabiul Saul Lieberman, a avut loc in Orașul Vechi al Ierusalimului. Perechea a avut un fiu, Elisha și o fiică, Shira.
Marion Wiesel, editoare, scriitoare și traducătoare - a tradus 11 dintre cărțile lui Elie Wiesel din franceză în engleză, a scris un film documentar despre copiii uciși în holocaust Children of the Night („Copiii nopții”) ș.a. - s-a născut la Viena în 1932 de unde, în urma Anschlussului din 1938, la 6 ani s-a refugiat cu familia în Belgia, ocupată și ea, de trupele naziste, în 1940. Transportați într-un lagăr în Franța, unde au suferit foame și boli, în 1942 au izbutit să treacă în Elveția, unde au rămas până în 1947. În 2001, pentru meritele sale personale („pentru mesajul de speranță contra urii, pentru viață contra morții, pentru bine contra răului, pentru curajul de a-și continua viața educându-i și pe alții, cu deosebire, pe copii, despre costul urii, intoleranței și rasismului”) a fost decorată de către președintele Clinton cu the Presidential Citizens Medal
Soții Elie și Marion Wiesel au creat Fundația Elie Wiesel pentru UmanitateE.
Între anii 1978 și 1986, ca președinte a Presidential Commission on the Holocaust (Comisiei Prezidențiale a Holocaustului), numită ulterior Consiliul American pentru Păstrarea Memoriei Holocaustului a activat pentru construirea în Washington, DC a Muzeului American al Holocaustului.
În 1988 a organizat împreună cu François Mitterrand, președintele Franței, o conferință care a regrupat 76 de laureați ai premiului Nobel, cu misiunea de a reflecta asupra viitorului planetei. Această conferință se reunește pentru prezentarea de rapoarte și discuții la fiecare doi ani.
Wiesel a devenit un orator apreciat în problema holocaustului și a drepturilor omului. În anul 2007 el a ținut discursul principal în fața Adunării Generale a O.N.U. pentru comemorarea holocaustului. Ca un apărător al drepturilor omului el și-a spus cuvântul într-o pluritate de probleme și conflicte, printre care: dreptul de emigrare a evreilor din Uniunea Sovietică și din Etiopia, ocrotirea victimelor apartheid-ului din Africa de Sud, ale terorii (Desaparecidos) juntei militare din Argentina, ale genocidului bosnian, a luat apărarea indienilor Miskito din Nicaragua, a kurzilor din Irak și în septembrie 2006 el a pledat - împreună cu actorul George Clooney - în fața Consiliului de Securitate a ONU contra crimelor de genocid din provincia sudaneză Darfur.
În urma unei declarații a profesorului Răzvan Theodorescu, ministrul român al culturii, prin care acesta tăgăduia participarea României la holocaust și a scandalului care a urmat acestei declarații, președintele Ion Iliescu a numit în octombrie 2003 o Comisie Internațională de Studiere a Holocaustului în Romănia, condusă de Elie Wiesel, numită ulterior „Comisia Wiesel”, compusă din personalități publice din România, Statele Unite, Franța, Germania și Israel și având ca vicepreședinți pe generalul profesor Mihail E. Ionescu, dr. Tuvia Friling, Șeful Arhvelor Statului Israel, și pe dr.Radu Ioanid, de la Muzeul Memorial American al Holocaustului. Raportul a fost publicat în 2004-2005.
În 2007 „The Elie Wiesel Foundation for Humanity” a inițiat un manifest care condamna campania turcă de tăgăduire a genocidului împotriva armenilor din Turcia. Manifestul a fost semnat de 53 de laureați ai premiului Nobel.
În 1988 episcopul schismatic Richard Williamson, membru al Societății Sf. Pius al X-lea, fost director al seminarului tradiționalist catolic din Buenos Aires, a fost excomunicat în urma pozițiilor sale extremiste, ca un cunoscut tăgăduitor al holocaustului și în urma opoziției excesive față de o serie de decizii - considerate de el prea liberale - ale Conciliul Vatican II. În data de 21 ianuarie 2009 cardinalul prefect Giovanni Battista Re a anulat excomunicarea celor patru episcopi tradiționaliști, între care și Williamson. În urma luării de poziție a lui Wiesel, care a dus la un val de proteste în lume, papa Benedict al XVI-lea a emis o scrisoare detaliată cu privire la ridicarea excomunicării, în care a clarificat efectele actului respectiv și a reafirmat importanța reconcilierii iudeo-creștine. Din anul 2015 episcopul Williamson este din nou excomunicat.
Elie Wiesel a murit în iulie 2016, la Manhattan, New York, la vârsta de 87 ani. 
Ceremonia de funeralii a avut loc la sinagoga unde se ruga, sinagoga ortodoxă Fifth Avenue Synagogue din Upper East Side in Manhattan, în prezența a 150 persoane. A fost înhumat la cimitirul Sharon Gardens la Valhalla, districtul Westchester, New York.

#### Institutul Național pentru Studierea Holocaustului din România „Elie Wiesel” (INSHR)
Institutul Național pentru Studierea Holocaustului din România „Elie Wiesel” (INSHR) a fost înființat la propunerea președintelui Ion Iliescu, ca urmare a Hotărârii de Guvern nr. 902 din 4 august 2005.
Institutul are ca obiect de activitate identificarea, culegerea, arhivarea, cercetarea și publicarea documentelor referitoare la Holocaust, în rezolvarea unor probleme științifice, precum și elaborarea și implementarea de programe educaționale privind acest fenomen istoric.

## Premii, distincții și onoruri
Ca umanist, luptător pentru drepturile omului, filozof și proeminent scriitor al holocaustului, Elie Wiesel a primit o serie de premii, distincții și onoruri:
- În 1986, Premiul Nobel pentru Pace. Comitetul Norvegian pentru premiul Nobel pentru pace l-a numit: „un mesager al omeniei”F.
- Premii literare:
- -  1968 - Premiul Médicis (Franța) pentru cartea „Cerșetorul din Ierusalim" (ed. Seuil, 1968).

- 1987 Le Testament d'un poète juif assassiné („Testamentul unui poet evreu asasinat”) a fost încununată cu «Livre Inter».
- 1983 Le Cinquième Fils a primit „Marele premiu parizian de literatură” (franceză le Grand prix de littérature de Paris).
- 2007, Elie Wiesel a primit premiul - Dayton Literary Peace Prize - Lifetime Achievement Award.
- A primit „Premiul de Merit al Centrului Internațional al New York-ului” (The International Center in New York's Award of Excellence).
- 1992  - decorat cu "Ellis Island Medal of Honor" pentru eforturile depuse în promovarea înțelegerii și acceptării evreilor în lume[27].
- 1993  - a fost ales președintele Academiei Universale de Cultură.
- 1996  - a fost primit ca membru al Academiei Americane de Artă și Literatură.
- 1990 - Președintele Republicii Franceze l-a decorat cu Legiunea de onoare a Franței, gradul de mare ofițer.(in trecut - în 1984 - cavaler),

în 2001 - Marea Cruce a Legiunii de Onoare
- Președintele Statelor Unite i-a conferit Medalia Prezidențială a Libertății (engleză : Presidential Medal of Freedom).
- 1985  - Congresul american i-a decernat Medalia de Aur a Congresului).
- 2001  - este membru de onoare al Academiei Române[15].
- În iulie 2002, Elie Wiesel a făcut o scurtă vizită în România, ca invitat personal al lui Ion Iliescu, președintele României, pentru a inaugura la Sighet Casa memorială Elie Wiesel, casa în care s-a născut și care a fost restaurată de către Guvernul Român.
- Cu această ocazie, Iliescu l-a decorat cu cea mai înaltă distincție românească, ordinul Steaua României în grad de Mare Ofițer[45].
- 30 noiembrie 2006 -  a fost decorat și înnobilat de Regina Angliei cu titlul de Cavaler al Ordinului Imperiului Britanic cu gradul de Comandant (KBE).
- 2013 - Premiul Theodor Herzl al Congresului Mondial Evreiesc
- 2015 - Cetățean de onoare al Ierusalimului
- Universități și institute din lume i-au decernat 136 de titluri de Doctor Honoris Causa (numărul cel mai mare de doctorate H.C. acordate cuiva).

În primăvara lui 2006 vedeta televiziunii americane, Oprah Winfrey l-a convins pe Wiesel s-o însoțească la un pelerinaj la Auschwitz, după care el a declarat că aceasta este, foarte probabil, ultima lui vizită în acest loc (vezi The Oprah Winfrey Show din 24 mai 2006).
În 2007 primul ministru al Israelului, Ehud Olmert a încercat să-l convingă să candideze la postul de președinte al Statului Israel - funcție reprezentativă - dar Wiesel s-a eschivat. Ca președinte a fost ales vechiul om politic, laureatul premiului Nobel Shimon Peres.
În 2008 Wiesel a prefațat „Scrisoare din infern către mama” scrisă după eliberare de Ingrid Betancourt, fosta ostatecă a grupei teroriste FARCS, din jungla columbiană.

## In memoriam
- 2017 - Primarul New Yorkului, Bill De Blasio  inuagurat Calea Elie Wiesel, la coltul Strazii 86 si al Parcului Central West din Manhattan.
- 2017 - La Paris Piațeta Templului din arondisementul III a fost denumită Square Du Temple-Elie Wiesel.
- O stradă din cartierul Prasey Nobel din orașul israelian Rishon Letzion îi poartă numele.
- Noiembrie 2022 - A fost inaugurată piațeta (Rehava) Elie Wiesel de pe strada Herzl din Ierusalim

## Critici

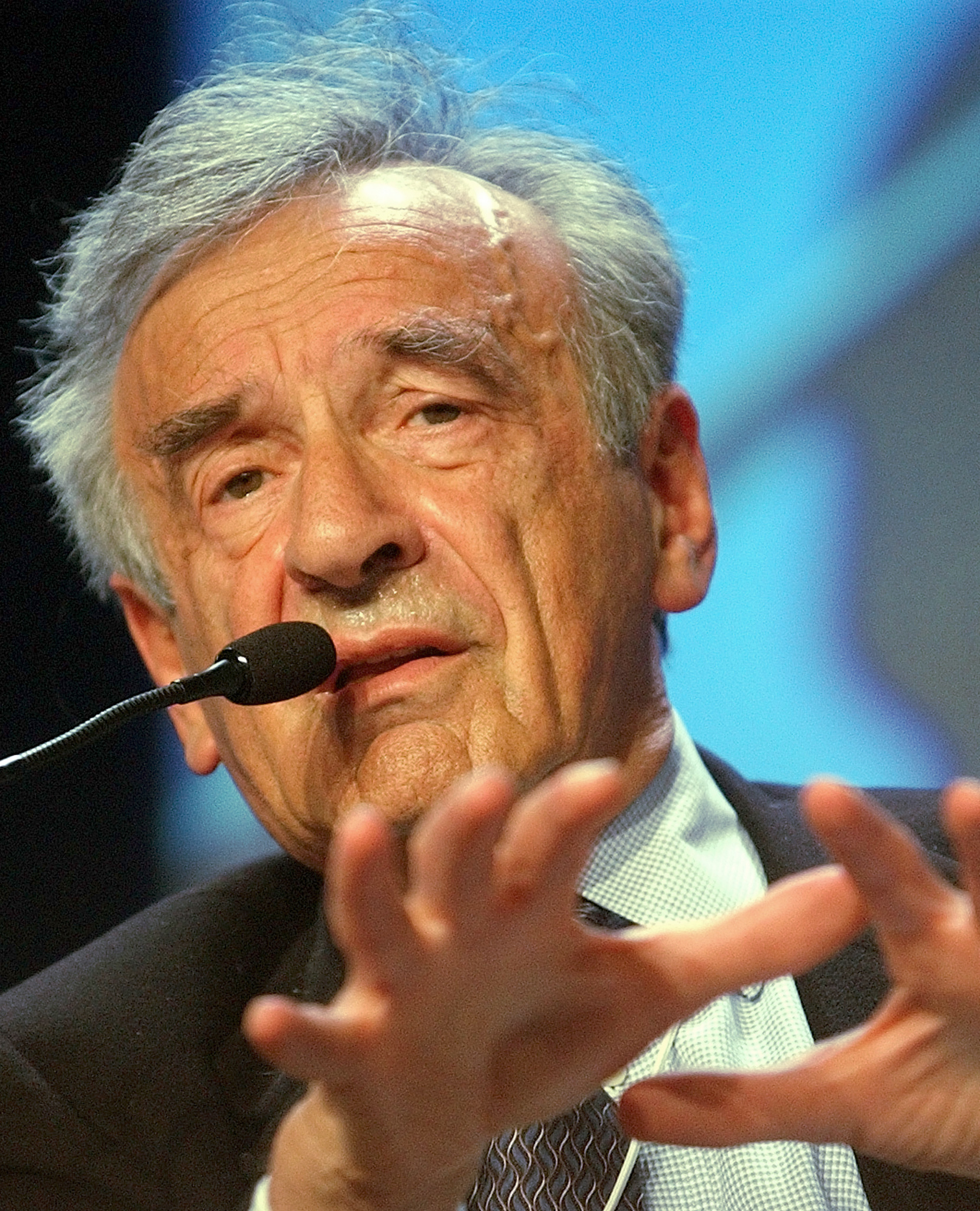
Elie Wiesel vorbește la - Mitingul Anual al Forumului Economic Internațional Davos - 2003

Pozițiile, opiniile și prestigiul lui Wiesel, au atras animozități, proteste și critici vehemente, mai ales din partea unor adepți ai polilor extremi ai scenei politice și culturale și din partea cercurilor anti-israeliene, antisemite și de negaționiști ai Holocaustului.
Jurnalistul britanic-american de extremă stângă, troțkist anarhist și „anti-deic”, după cum se autocaracterizează, Christopher Hitchens (pe a cărui listă neagră, Wiesel se află alături de Maica Tereza, Bill și Hillary Clinton, Henry Kissinger ș.a.) într-un editorial al ziarului The Nationl-a criticat pe Wiesel că în anii 40' ar fi fost „un suporter al grupării militante sioniste «Irgun»”, că a rămas neutru în politica Orientului Mijlociu față de cauzele „exodului arabilor palestinieni în 1948” și că nu a protestat față de „masacrul palestinienilor din Sabra și Shatila”.
Ideologul anarhismului contemporan, profesorul Noam Chomsky, în cartea sa The Fateful Triangle, a citat o frază a lui Wiesel „ca un exemplu de suport uluitor al comunității evreiești din America față de politica ultimativ și inevitabil sinucigașă a guvernului israelian”: 
„Sprijin Israelul, punct. Mă identific cu Israelul, punct. Nicicând nu voi ataca, sau critica Israelul cât timp nu sunt în Israel.”(Elie Wiesel deține și cetățenia israeliană, vezi mai sus).
Un alt intelectual evreu american, cunoscut pentru ostilitatea sa față de statul israelian și față de Wiesel, Dr. Norman Finkelstein l-a acuzat pe Wiesel că este un profitor de pe urma holocaustului, care trece sub tăcere importanța altor genocide din istorie, cu scopul de a se chivernisiG.
La 7 februarie 1996 un grup de negaționiști (tăgăduitori ai Holocaustului), conduși de profesorul Robert Faurisson,H a demostrat în semn de protest în fața universității Jules Verne din Picardia unde i s-a acordat lui Elie Wiesel titlul de „Doctor honoris causa” susținând că premiatul este un mistificator deoarece camerele de gazare din lagăre nu au existat sau au funcționat în scopuri exclusiv sanitare. „Nicicând Hitler nu a ordonat (și nici nu a admis) ca cineva să fie ucis pe motive de rasă sau de religie(...) pretinsele camere de gazare și pretinsul «genocid» sunt o minciună care permite gigantica escrocherie politico-financiară al cârei principal beneficiar este Statul Israel...” declara profesorul Faurisson în Le Monde - „Problema camerelor de gaz, sau zvonurile din Auschwitz”.
Un tânăr tăgăduitor al holocaustului, Eric Hunt (22 ani) a găsit o cale mai puțin academică pentru a-și exprima protestul față de Wiesel: în timpul unui congres la un hotel din San Francisco, la 1 februarie 2007 respectivul l-a atacat, încercând să-l tragă pe bătrânul profesor într-o cameră a hotelului. Wiesel nu a fost rănit și Hunt a fugit, dar a fost prins ulterior și arestat, când s-a lăudat cu gloriosul fapt într-un website al tăgăduitorilor holocaustului
Wiesel a mai fost aspru criticat de unii pentru sprijinul și aprecierile aduse - împreună cu Arthur Miller - cărții controversate „The Painted Bird” („Pasărea vopsită”) (1965) a scriitorului polonez-american Jerzy Kosinski. Conducerea comunistă a Poloniei, în cadrul campaniei antisemite din 1968 l-a acuzat pe Kosiński de sentimente anti-poloneze, iar unii au denunțat cartea ca plagiat.
Una dintre criticile mai deosebite, venite tot din direcția extremei drepte, la adresa lui Elie Wiesel, aparține unui fost vânzător de arme de foc, Aaron Zelman, lider al uneia dintre zecile de grupări americane care cer menținerea politicii liberale actuale față de cumpărarea și păstrarea armelor de foc, conform celui de al doilea amendament la Constituția Americană. Zelman  a susținut că luarea de poziție a lui Wiesel contra comerțului liber cu armele (engleză gun control) poate duce la un nou genocid.

## Cărțile scrise de Elie Wiesel
Lista cărților scrise de Elie Wiesel cuprinde o diversitate creativă, de la ficțiune la realism. Cea mai celebră, Noaptea, este o descriere autobiografică, scrisă în anii 1950 despre viața în lagărele de exterminare naziste.[a]
Cele două volume biografice-memorialiste care se plasează în fruntea creației lui Wiesel și-au primit numele după versete din „Eclesiast”(1:7): Toate fluviile se varsă în mare..., publicat în 1994 (a apărut în limba română, în traducerea Feliciei Antip, editura Hasefer, 2000) și care cuprinde memoriile până în 1969 și ...Iar marea nu se umple, care cuprinde perioada între anii 1969-1999 (a apărut în limba română, în traducerea lui Alexandru și Magdalena Boiangiu, editura Hasefer, 2000).
Această listă a celor 57 de cărți publicate până în anul 2008 notează primele apariții, în limba în care au apărut.
- idiș Un di velt hot geshvign („Și lumea a tăcut”) (Tsentral-Farband fun Poylishe Yidn in Argentine), 1956 ISBN 0-374-52140-9.
- fr La Nuit (Noaptea, nuvelă), 1958;
- fi Yö, Heikki Kaskimies, 1958;
- en Night (tr. de Marion Wiesel), Hill and Wang, 2006 ISBN 0-553-27253-5. en The Night Trilogy: Night, Dawn, The Accident. New York: Hill & Wang, 1987
- fr L'Aube („În zori”, nuvelă), 1960;
- fi Sarastus, Heikki Kaskimies, 1960;
- en Dawn (tr. de Frances Frenaye), Hill and Wang, 2006. ISBN 0-553-22536-7
- fr Le Jour („Ziua”, nuvelă), Heikki Kaskimies, 1961;
- en Day, (titlu anterior, "The Accident", tr. de Anne Borchardt), Hill and Wang, 2006. ISBN 0-553-58170-8
- fr La Vielle de la Chance, 1962;
- en The Town Beyond the Wall(tr. de Stephen Becker), Atheneum, 1964.
- fr Les Portes de la Forêt (Porțile pădurii, roman), 1964;
- en The Gates of the Forest (tr. de Frances Frenaye), Holt, Rinehart and Winston, 1966.
- fr Les Juifs du Silence (Evreii tăcerii), 1966;
- fi Hiljaisuuden juutalaiset, Juhani Kaakinen, 1966;
- en The Jews of Silence(tr. de Neal Kozodoy), Holt, Rinehart and Winston 1966. ISBN 0-935613-01-3.
- fr Les Chants des Morts (Cântecele Morților), 1966.
- en Legends of our Time, (memorialistică), Holt, Rinehart and Winston 1968.
- fr Le Mendiant de Jérusalem(nuvelă), 1968;
- en A Beggar in Jerusalem, Random House, 1970.
- fr Entre Deux Soleils, 1970;
- en One Generation After(tr. de Lily Edelman și de autor), Random House, 1970.
- fr Célébration Hassidique 1972;
- en Souls on Fire (tr. de Marion Wiesel - prima carte de portrete și legende hasidice), Random House, 1972. ISBN 0-671-44171-X.
- en Night Trilogy, Hill and Wang, 1972.
- fr Le Serment de Kolvillàg, 1973;
- en The Oath (tr. Marion Wiesel), Random House, 1973. ISBN 0-935613-11-0.
- he Ani Maamin („Credo”), Random House, 1973. (musică de Darius Milhaud)
- fr Zalmen; ou, La Folie de Dieu 1968;
- en Zalmen, or the Madness of God (tr. de Nathan Edelman), Random House, 1974.
- fr Célébration Biblique, 1975;
- en Messengers of God (tr. Marion Wiesel - Portrete biblice), Random House, 1976. ISBN 0-671-54134-X
- en Dimensions of the Holocaust, 1977.
- fr Un Juif Aujourd'hui (eseuri despre identitatea iudaică), 1977;
- en A Jew Today (tr. Marion Wiesel), Random House, 1978. ISBN 0-935613-15-3.
- fr Four Hasidic Masters-and their struggle against melancholy (Portrete ale înțelepților hasidici), University of Notre Dame Press, 1978.
- fr Le Procès de Shamgorod (piesă), 1979;
- en The Trial of God (tr. Marion Wiesel), Random House, 1979.
- en Images from the Bible, The Overlook Press, 1980.
- fr Paroles d'Étranger, 1980.
- en Inside a Library, 1980.
- en The Stranger in the Bible, 1980.
- fr Le Testament d'un Poéte Juif Assassiné(„Testamentul unui poet evreu asasinat”), 1980;
- en The Testament (tr. Marion Wiesel), Summit, 1981.
- en Five Biblical Portraits (Portrete biblice), University of Notre Dame Press, 1981.
- fr Contre la Mélancolie, 1981;
- en Somewhere a Master, (Portrete hasidice, o continuare a cărții "Souls on Fire", tr. Marion Wiesel, Summit, 1982.
- The Haggadah (cantată), 1982.
- fr Le Cinquiéme Fils, 1983;
- en The Fifth Son (tr. Marion Wiesel);
- fi Viides poika, Heikki Kaskimies.
- en The Golem (o carte cu legende evreiești pentru copii, ilustrată de Mark Podwal), Summit. 1983. ISBN 0-671-49624-7.
- en The Fifth Son, Summit, 1985.
- fr Signes D'Exode, 1985.
- en Against Silence: The Voice and Vision of Elie Wiesel. ed. Irving Abrahamson. 3 vols. New York: Schocken, 1984.
- fr Job, ou, Dieu dans la Tempête, 1986.
- en A Song for Hope, (cantată, musica de David Diamond), 1987
- fr Le Crépuscule, au Lion (Crepuscul la Lion), 1987;
- fi Palavat ikkunat, Heikki Kaskimies;
- en Twilight (tr. Marion Wiesel), Summit, 1988.
- en The Six Days of Destruction (co-author Albert Friedlander, ilustrată de Mark Podwal), Paulist Press, 1988.
- fr Silences et Mémoire d'Hommes, 1989.
- en A Journey of Faith (împreună cu John Cardinal O'Connor), Donald I. Fine, 1990.
- en From the Kingdom of Memory, Summit, 1990.
- en Evil and Exile, University of Notre Dame Press, 1990.
- en Sages and Dreamers (Portretistică biblică, talmudică și hasidică), Summit, 1991.
- en In Dialogue and Dilema with Elie Wiesel, 1991.
- en Nine and One-Half Mystics, 1992.
- fr L'Oublié (nuvelă), 1989;
- fi Tuuleen tatuoitu, Heikki Kaskimies;
- en The Forgotten (tr. Stephen Becker) Summit, 1992. ISBN 0-8052-1019-9.
- he en A Passover Haggadah (Cartea de rugăciuni pascale comentate, în ebraică și in engleză, ilustrată de Mark Podwal), Simon and Schuster, 1993. ISBN 0-671-73541-1.
- en All Rivers Run to the Sea (Memorii, Vol. I, 1928-1969), Knopf, 1995. ISBN 0-8052-1028-8.
- fr Memoire a Deux Voix, (comversații cu François Mitterrand), Arcade, 1996;
- en Memoir in Two Voices, tr. Richard Seaver și Timothy Bent, 1996.
- en Children of Job (cu Alan L. Berger), 1997.
- en Ethics and Memory, 1997.
- en And the Sea is Never Full (Memorii Vol. II, 1969), Knopf, 1999. ISBN 0-8052-1029-6.
- en King Solomon and his Magic Ring (ilustrată de Mark Podwal), Greenwillow, 1999;
- fr Le Roi Salomon et sa Bague Magique, 2000.
- he Conversations with Elie Wiesel, Schocken, 2001.
- fr D'ou Viens-Tu?, 2001.
- en The Judges, Knopf, 2002.
- en After the Darkness: Reflections on the Holocaust, 2002.
- he Wise Men and Their Tales, Schocken, 2003. ISBN 0-8052-4173-6.
- fr Et Ou Va-Tu?, 2004 (Portretistică biblică, talmudică și hasidică).
- en The Time of the Uprooted, Knopf, 2005.
- fr Un desir Fou de Danser, 2006;
- en A Mad Desire to Dance, tr. Catherine Temerson, 2009.
- fr Le cas Sondenberg, 2008.

## Elie Wiesel: citate
fr 
« Tant qu'un dissident est en prison, notre liberté ne sera pas vraie »
«Ceux qui ne connaissent pas leur histoire s'exposent à ce qu'elle recommence...»
«La paix n'est pas un don de Dieu à ses créatures. C'est un don que nous nous faisons les uns aux autres.»
«Un être humain est libre, non quand l'autre ne l'est pas, mais quand l'autre l'est aussi.»
«Parfois pour Dieu, souvent contre lui, et pourtant jamais sans lui.»
«Dieu se veut à l'origine de tous nos actes, et à leur dénouement aussi. Il est à la fois question et réponse.» (Elie Wiesel - Paroles d'étranger).
«Seule la prière approche de cette concision et de cette pureté qui fondent la vérité de l'écriture. Ecrire, c'est comme une prière, aller à l'essentiel.» (Elie Wiesel - Extrait d'un Entretien avec Antoine de Gaudemar - Octobre 1983).
«La liberté de ne pas être libre est peut-être aussi une forme de liberté.»
«Le fanatisme est aveugle, il rend sourd et aveugle. Le fanatique ne se pose pas de questions, il ne connaît pas le doute : il sait, il pense qu’il sait.»
«La mort, c’est le regard des vivants.»
«Quand l’enfant naît, il naît avec toutes les nuances du monde. Il a ses exigences, ses ambitions. C’est l’enfant en moi qui me créé.»
«On ne souffre pas seul, on souffre toujours avec ceux qui souffrent à cause de votre souffrance.»
«On est toujours plus ou moins exilé : du ventre de sa mère, ensuite de toute la famille, puis du lieu, du souvenir.»
«Nous aimons notre enfance, nous y revenons, nous la jugeons, elle nous juge.»
(Elie Wiesel - Mémoire à deux voix).
en  «The opposite of love is not hate, it's indifference. The opposite of beauty is not ugliness, it's indifference. The opposite of faith is not heresy, it's indifference. And the opposite of life is not death, but indifference between life and death».